# Црепаја
Црепаја је насеље у општини Ковачица, у Јужнобанатском округу, у Србији. Налази се на прометном путу Панчево - Ковачица, и железничкој прузи Зрењанин - Панчево. Урбано је насеље, са свим погодностима за живот, које се интензивно развија. Према попису из 2022. у Црепаји живи 3.866 становника. У националној структури преовладава српско становништво.
Овде се налазе Водица Св. Врача у Црепаји и Водица Усековања главе св. Јована Крститеља у Црепаји.

## Историја
Не постоје поуздани подаци о томе одакле Црепаји данашњи назив. Мало је вероватно да се име села може довести у било какву везу са чувеном породицом Цреповић из половине 16. века, која је важила као властеоска, па чак и магнатска са великим поседима у Банату. Назив села највероватније треба повезати са „црепуљом“, земљаним судом у којем се на примитиван начин пекло тесто пошто се затрпа у врућ пепео.
До данас позната најстарија историјска документа у којима се помиње Црепаја јесу Крушевски поменик, Пећки поменик и Пећки кастиг. По Крушевском поменику који има 169 листова, на листу 35 забележено је место „Црепаја“, а на листу 150 „Мала Црепаја“. Ни у једном листу овог поменика нису уписане године, а најстарији запис са уписаном годином налази се на листу 32 „Место Будимла в лето 7114 (1606)".
Како је место Црепаја уписано на листу 35, може се претпоставити да је путовање калуђера по Банату уследило на самом почетку 17. века, дакле између 1606. и 1625. године. Монаси манастира Пећке патријаршије су 1660. године посетили обе Црепаје и домаћине кућне унели у свој Катастиг. У Великој Црепаји записани су тада дародавци: Неша домаћин, поп Остоја, Ђурица, Нешко, Паки, Стефан, Урош, Павле, Велимир, Радован, Јеремија и Аранит. У Малој Црепаји помињу се приложници: Тома, Остоја, Стојко, Костадин, поп Филимир, Петруша, Петар и његов брат Пеша.
На простору данашњег насеља Црепаја, након ослобођења од Турака налазила се коморска пустара Црепаја, коју су чиниле целине - Велика и Мала Црепаја. Насеље је опустело око 1700. године. Године 1773. била је још пустара "Мала Црепаја". Пустара "Велика Црепаја" била је годинама (1740-1749) закупљена од оборкнеза Стаје из Неузине, који је ту напасао своју стоку. Мала Црепаја, око старог Чола-башиног бунара из турског времена, је насељена Србима 1774-1775. године, да би ушла у банатску војну границу, Илирско-банатску регименту. Ту се населило око 1000 Срба из околине: Панчева, Јабуке (старе), Сефкерина, Ковина и Јарковца. Било је најмање још три накнадна насељавања Црепаје. Око 1800. године доселила се и једна група Румуна (банатске Хере).
Први податак о становништву је из 1777. године када се каже да у месту има 136 православних домова. А 1791. године било је 1.185 становника. Према извештају из 1789. године у Црепаји је осим 164 граничарске куће, било од јавних зграда - православна црква и школа, обер-официрски стан и гостионица - свратиште са шупом. Када је 1797. године пописан православни клир у месту су записана два свештеника. Пароси, поп Илија Јосифовић (рукоп. 1768) и поп Михаил Илијевић (1789); поп Михаил се служио поред српског и са румунским језиком.
Добили су Црепајци 1875. године право на одржавање четири годишња вашара: 25. марта, 6. априла, 29. августа и 10. септембра, а сваке суботе недељна пијаца. У Црепаји је 1886. године био активан Месни одбор Црвеног крста, којим је председавала Милиса Илијевић. Црвени крст је скупљао новац и ствари за српске рањенике, а све је то ишло у Србију, преко књегиње Турн-Таксис из Ечке.
Место је повезано железничком пругом 1894. године са Великим Бечкереком и Панчевом.
Црепаја је 1905. године била велика општина у Ковачичком срезу. Ту живи 4.925 становника у 946 домова, а Срби доминирају. Има их 4.765 православних душа са 931 кућом. Од јавних здања помињу се српска православна црква и четири школе, од којих су три комуналне а једна државна. У Црепаји постоји ПТТ комуникација и жељезничка станица.
Крајем 1918. године Коло српских сестара у Црепаји под председништвом Олге Дурсе, дало је прилог у новцу и храни за сиромашну изгладнелу децу.
У Црепаји је 25. новембра 1926. године одржан велики опозициони збор лидера Самосталне демократске странке Светозара Прибићевића. Радикали су изрежирали контрамитинг, и дошло је до великих немира и сукоба између присталица двеју странака, испао скандал који су били осуђени у јавности. Потукли су се испред бине, народни посланици Панчевци, Лаза Шуваковић и Дуда Бошковић. Једне септембарске ноћи 1929. године лопови су опљачкали црепајски млин власника Саве Стејића, и на двоколицама однели у атар села и разбили Вертхајмову челичну касу, тешку 300 килограма. У Црепаји је умрла 14. новембра 1933. године, најстарија становница села Персида Бранков, стара 104 године. Учитељице и девојке у Црепаји основале су 1937. године женски хор. Хоровођа је био Лаза Илијевић, а његова супруга Беба певала у хору. Поред осталог певали су пред микрофоном београдског Радија. Лаза Прванов лидер "Борбаша" у Црепаји је 1936. године победио на општинским изборима, и затим цео месни одбор ЈНС, превео у Стојадиновићеву странку ЈРЗ. Дана 10. јануара 1938. године у Црепаји је одржано Другарско вече месног Удружења четника, на којем је био и говорио славни комитски војвода Коста Пећанац. Црква Светог Успења је оштећена у пожару 17. јануара 1940. Општина Црепаја је 1940. године добила електрично осветљење, након стечаја расписаног крајем 1939. године. У фебруару-марту 1941. била је велика поплава од подземних вода, сватови су у цркву морали ићи чамцем, срушило се преко 50 кућа.

## Црква и школа
Православно парохијско звање у Црепаји, је основано 1774. године. Црквене матице крштених се воде од 1798. године, а матице венчаних и умрлих од 1800. године. Први свештеник поп Лука Илијевић, који је 1774. године дошао са насељеницима из Иланџе, службовао је до 1795. године. Њега је заменио син Михајло (парох 1795-1819). Прва црква у Црепаји саграђена је код старог бунара 1776. године, две године после оснивања села. Црква је постојала све до 1822. године, када је почело зидање данашње цркве без торња. Торањ је дозидан 1835. године а унутрашње осликавање завршено је 1860. године. Иконостас цркве урадио је академски сликар Јован Поповић. Црква је споља оправљана 1924. године када је расписан стечај на мањак. За зидарски, лимарски и сликарски посао трошак је по предрачуну износио 83.130 динара. Капела посвећена Св. Кузми и Дамјану, у атару на потезу Зелдош, грађена је 1928. године. Друга капела, она на потезу Стари виногради настала је још у 19. веку, а посвећена је празнику Усекованију. Оба парохијска дома су из 20. века. Године 1846. у Црепаји (Czrepay) је било 4100 православаца, а у три парохије служили су свештеници: Павле Илијевић, Евтимије Јосиповић, Арон Кнежевић док је капелан био Теодор Поповић. Почетком 20. века црква је у добром стању, порта је заграђена а гробље је општинско. Ту је било изборно место посланика за црквено-народни сабор. У црквеној ризницу се налазе старе књиге попут, Минеја руског из 1707. године, и Србљака из 1765. године. Постоје две парохије, прве и друге платежне класе, нема парохијског дома а парохијска сесија (2) укупно износи 71 кј. земље. Председник црквене скупштине је Мита Глуваков, а црквено-општински посед износи 117 кј. земље. Свештенство чине 1905. године: поп Венијамин Радованчев парох и протонамесник, родом из места, и ту већ служи 32 године, а капелан је поп Јован Чудомирић родом из Алибунара, ту од 1901. године.
Прву школу Црепаја је направила 1777. године, а школску децу је учио поп Лука. У православној народној "тривијалној" школи 1846. године било је 445 ученика, са којима су радили учитељи Трифон Радованчев и Сава Арсенијевић. Црепајачка школа је од 1876. године комунална, и има 1905. године четири школска здања са школским вртом. Расписан је 1882. и 1885. године стечај за место учитеља у српској општинској школи у Црепаји, са платом годишњом од 500 ф. Априла 1884. године постављена приправница у школи у Црепаји, учитељица Софија Косанић. У "Црвеном крсту" су 1886. године биле активне обе црепајске учитељице Софија Косанић и Даница Ђакова, као и државни учитељ Антон Шмит. Године 1888. у Црепаји су српски учитељи Љубомир Ђурин (ту и 1879) и Светозар Бајић. Ђурин је био претплатник Змајевог шаљивог листа "Стармали" 1879-1889. године. Бајић је био сарадник часописа "Стражилово" 1886-1888. године. До 1890. године учитељица у Црепаји била је Даница Ђакова (ту од 1884). Учитељско тело 1905. године чине: учитељ Сава Алексић који је и управитељ, родом из Фердина, служи 11 година у месту; учитељ Љубомир Ђурин родом из Црепаје, служи 31 годину у месту; Душан Илијевић родом из места, ту је три године; учитељица Софија Косанић удата Ђорђевић, родом из Панчева, служи ту 22 године; Косара Илијевић рођена Димитријевић, родом из Сомбора, служи 16 година у месту; учитељица Олга Дурса родом из Вршца, ту две године; забавиља Јулка Ивков рођена Димитријевић, родом из Сомбора, служи у Црепаји већ осам година. Учитељ државне школе у Црепаји је у то време Богољуб Радуловић. Полазило је тада 77 деце у забавиште, 528 ђака у основну и 257 ученика старијег узраста у пофторну школу.
Лазар Илијевић (1855-1888) српски народни учитељ рођен у Црепаји. После пет разреда реалке у Панчеву, завршио Учитељски течај у Сомбору. Радио девет година до смрти, као учитељ у Чакову. Био је одушевљен за свој позив, вели родољуб и друштвено активан. Учествовао је у оснивању чаковачких, читаонице и певачког друштва, чији је био тајник (секретар). У црепајској школи ученици четвртог разреда основне школе, су 1933. године по упутству учитеља Михајла Тодоровића израдили веома лепу и прецизну карту Краљевине Југославије, чија је површина износила чак 12 метара квадратних. За награду њих 114 ученика су 1934. године, ишли на екскурзију у Београд, где им је била домаћин редакција дневног листа "Време".
У месту је 1838. године отворена и Немачка тривијална школа, у којој се учило на немачком језику. Сликар Урош Предић из Орловата је похађао ту трогодишњу немачку "нормал" школу 1866-1868. године, да би четврти разред завршио у панчевачкој школи 1869. године. Предића су уписали у Црепају, где је становао код ујака трговца Илијевића, да би овладао немачким језиком, спремајући се тако за захтевну гимназију у Панчеву.
Знаменити Црепајци:
- др Лазар Секулић, рођен 1861. године, књижевник, културни радник
- Јован Стефановић Виловски (1821-1902), официр, књижевник
- Њагул Александар, рођен 1911. године, књижевник, песник
- Живановић, рођен 1847. године, аустроугарски генерал
- Ксенија Илијевић (1923-2005), сликарка и педагог
- Олга Познатов (1933-1996), српска глумица

## Демографија
У насељу Црепаја живи 3.898 пунолетних становника, а просечна старост становништва износи 40,9 година (39,6 код мушкараца и 42,2 код жена). У насељу има 1.607 домаћинстава, а просечан број чланова по домаћинству је 3,02.
Ово насеље је углавном насељено Србима (према попису из 2002. године), а у последња три пописа, примећен је пад у броју становника.
|  |

| Демографија | Демографија | Демографија |
| Година      | Становника  | Становника  |
| ----------- | ----------- | ----------- |
| 1948.       | 4.641       |             |
| 1953.       | 4.914       |             |
| 1961.       | 5.516       |             |
| 1971.       | 5.289       |             |
| 1981.       | 5.369       |             |
| 1991.       | 5.128       | 5.080       |
| 2002.       | 4.855       | 4.939       |
| 2011.       | 4.364       |             |

| Етнички састав према попису из 2002.‍ | Етнички састав према попису из 2002.‍ | Етнички састав према попису из 2002.‍ | Етнички састав према попису из 2002.‍ | Етнички састав према попису из 2002.‍ |
| ------------------------------------ | ------------------------------------ | ------------------------------------ | ------------------------------------ | ------------------------------------ |
|                                      |                                      |                                      |                                      |                                      |
| Срби                                 | Срби                                 |                                      | 4.280                                | 88,15%                               |
| Роми                                 | Роми                                 |                                      | 311                                  | 6,40%                                |
| Македонци                            | Македонци                            |                                      | 67                                   | 1,38%                                |
| Словаци                              | Словаци                              |                                      | 35                                   | 0,72%                                |
| Мађари                               | Мађари                               |                                      | 31                                   | 0,63%                                |
| Југословени                          | Југословени                          |                                      | 23                                   | 0,47%                                |
| Црногорци                            | Црногорци                            |                                      | 10                                   | 0,20%                                |
| Хрвати                               | Хрвати                               |                                      | 7                                    | 0,14%                                |
| Бугари                               | Бугари                               |                                      | 5                                    | 0,10%                                |
| Румуни                               | Румуни                               |                                      | 4                                    | 0,08%                                |
| Албанци                              | Албанци                              |                                      | 4                                    | 0,08%                                |
| Чеси                                 | Чеси                                 |                                      | 3                                    | 0,06%                                |
| Руси                                 | Руси                                 |                                      | 2                                    | 0,04%                                |
| Муслимани                            | Муслимани                            |                                      | 2                                    | 0,04%                                |
| Словенци                             | Словенци                             |                                      | 1                                    | 0,02%                                |
| непознато                            | непознато                            |                                      | 6                                    | 0,12%                                |

| \| \| м \| \| \| ж \| \| ? \| 2 \| \| \| 8 \| \| 80+ \| 30 \| \| \| 73 \| \| 75—79 \| 72 \| \| \| 108 \| \| 70—74 \| 107 \| \| \| 150 \| \| 65—69 \| 137 \| \| \| 190 \| \| 60—64 \| 137 \| \| \| 148 \| \| 55—59 \| 131 \| \| \| 132 \| \| 50—54 \| 202 \| \| \| 188 \| \| 45—49 \| 220 \| \| \| 184 \| \| 40—44 \| 184 \| \| \| 163 \| \| 35—39 \| 119 \| \| \| 161 \| \| 30—34 \| 180 \| \| \| 153 \| \| 25—29 \| 132 \| \| \| 147 \| \| 20—24 \| 168 \| \| \| 149 \| \| 15—19 \| 155 \| \| \| 148 \| \| 10—14 \| 143 \| \| \| 136 \| \| 5—9 \| 147 \| \| \| 156 \| \| 0—4 \| 100 \| \| \| 95 \| \| Просек : \| 39,6 \| \| \| 42,2 \| |      |  |  |      |
| |      |  |  |      |
| | м    |  |  | ж    |
| ? | 2    |  |  | 8    |
| 80+ | 30   |  |  | 73   |
| 75—79 | 72   |  |  | 108  |
| 70—74 | 107  |  |  | 150  |
| 65—69 | 137  |  |  | 190  |
| 60—64 | 137  |  |  | 148  |
| 55—59 | 131  |  |  | 132  |
| 50—54 | 202  |  |  | 188  |
| 45—49 | 220  |  |  | 184  |
| 40—44 | 184  |  |  | 163  |
| 35—39 | 119  |  |  | 161  |
| 30—34 | 180  |  |  | 153  |
| 25—29 | 132  |  |  | 147  |
| 20—24 | 168  |  |  | 149  |
| 15—19 | 155  |  |  | 148  |
| 10—14 | 143  |  |  | 136  |
| 5—9 | 147  |  |  | 156  |
| 0—4 | 100  |  |  | 95   |
| Просек : | 39,6 |  |  | 42,2 |

| Година пописа     | 1948. | 1953. | 1961. | 1971. | 1981. | 1991. | 2002. |
| ----------------- | ----- | ----- | ----- | ----- | ----- | ----- | ----- |
| Број домаћинстава | 1.121 | 1.211 | 1.407 | 1.456 | 1.533 | 1.543 | 1.607 |

| Број чланова      | 1   | 2   | 3   | 4   | 5   | 6  | 7  | 8 | 9 | 10 и више | Просек |
| ----------------- | --- | --- | --- | --- | --- | -- | -- | - | - | --------- | ------ |
| Број домаћинстава | 301 | 438 | 271 | 316 | 145 | 95 | 29 | 8 | 2 | 2         | 3,02   |

| Пол    | Укупно | Неожењен/Неудата | Ожењен/Удата | Удовац/Удовица | Разведен/Разведена | Непознато |
| ------ | ------ | ---------------- | ------------ | -------------- | ------------------ | --------- |
| Мушки  | 1.976  | 540              | 1.263        | 114            | 56                 | 3         |
| Женски | 2.102  | 384              | 1.247        | 403            | 63                 | 5         |
| УКУПНО | 4.078  | 924              | 2.510        | 517            | 119                | 8         |

| Пол    | Укупно                    | Пољопривреда, лов и шумарство | Рибарство                            | Вађење руде и камена | Прерађивачка индустрија       |
| ------ | ------------------------- | ----------------------------- | ------------------------------------ | -------------------- | ----------------------------- |
| Мушки  | 1.157                     | 508                           | 0                                    | 0                    | 253                           |
| Женски | 615                       | 277                           | 0                                    | 0                    | 113                           |
| Укупно | 1.772                     | 785                           | 0                                    | 0                    | 366                           |
|        |                           |                               |                                      |                      |                               |
| Пол    | Производња и снабдевање   | Грађевинарство                | Трговина                             | Хотели и ресторани   | Саобраћај, складиштење и везе |
| Мушки  | 4                         | 59                            | 72                                   | 10                   | 63                            |
| Женски | 1                         | 4                             | 64                                   | 5                    | 9                             |
| Укупно | 5                         | 63                            | 136                                  | 15                   | 72                            |
|        |                           |                               |                                      |                      |                               |
| Пол    | Финансијско посредовање   | Некретнине                    | Државна управа и одбрана             | Образовање           | Здравствени и социјални рад   |
| Мушки  | 2                         | 8                             | 22                                   | 12                   | 7                             |
| Женски | 4                         | 12                            | 14                                   | 45                   | 39                            |
| Укупно | 6                         | 20                            | 36                                   | 57                   | 46                            |
|        |                           |                               |                                      |                      |                               |
| Пол    | Остале услужне активности | Приватна домаћинства          | Екстериторијалне организације и тела | Непознато            | Непознато                     |
| Мушки  | 106                       | 0                             | 0                                    | 31                   | 31                            |
| Женски | 16                        | 0                             | 0                                    | 12                   | 12                            |
| Укупно | 122                       | 0                             | 0                                    | 43                   | 43                            |

## Просвета и култура
Дуга традиција школства је нешто што издваја Црепају од многих средина. Наиме, одмах након формирања насеља 1774. године формира се и прва школа у дому свештеника 1777. и од тог времена до данас она постоји у разним облицима без прекида. Сигурно је и географски положај Црепаје, близина града и релативно имућно становништво утицало на потребу за образновањем мештана тако да је 1935. по истраживањима Светолика Д. Миловановића, Црепаја имала највећи број школованих људи у Банату.
Најпознатији Црепајачки ђаци су Михајло Пупин и Урош Предић.
Данашња школа носи име локалног младог скојевца Саве Жебељана и смештена је у две простране зграде изидане 1955. и 1978.
У Црепаји се налази и Дом Културе Мита Живков — Лала који се налази у згради подигнутој 1965. године. У просторијама Дома Културе налази се и сеоска библиотека која је основана 1965. године. У њој се налазе и издања црепајачких писаца:
- Монографија Црепаја 1660-1918 (Банатски форум, 1996.) — Петар А. Идворац (1912-1986)
- Из живота једног ц.к. официра аустриско-србског военог кора у години 1948. и 1849. народног устанка србског , Мемоари (Матица српска) — Јован Стефановић Виловски , војник-официр, научник, хидролог и писац
- Хроника Пламен над Црепајом (Нови Сад,1966) — Ђорђе Влајић (1920-1997)
- Штива Из области правних наука — др. Душан Ж. Николић, декан правног факултета у Новом Саду
- Романи Црепајачки Ђилкош , Црне натикаче Душан Балан
- Збирке песама Мој Гост , Ја, Јелена Панонска, Сазвежђе сребрних птица — Јелена Боснић
- Збирке песама Бесанице , Одбегле речи, "Забава и разонода " , "Сликовница за децу " , "Не замери сећањима" , "Осаме и сећања" — Споменка Радивојев - Животин
- Збирка песама Под фењерима звезда, кратке приче Насмејани Банат, Из прашњавих банатских сокака — Никола Цинцар, новинар
- Црепаја за успомени и дуго сећање (Црепаја, 2000.) , Ђачка свеска сећања (Црепаја, 2002.) Стојанка Жегарац, наставник историје
- Где су моји корени (Вукушица, 2005.) Марија Рајков Дабић

## Спорт
У Црепаји се тренутно налазе три активна клуба : ФК Војводина , КК Дружина Козловац и ОРК Црепаја.
Корени Црепајачког фудбала потичу још из 1929. године када је и основан фудбалски клуб Војводина. Највећи успех забележен је у периоду 1987–1995. године, када се ФК Војводина такмичио у Бантској зони која је тада била по рангу четврта лига у тадашњој СФРЈ. Црепаја је одувек била синоним за жесток и квалитетан фудбал за шта су заслужне многе генерације.
Ако је иједна спортска дисциплина Црепају учинила познатом у ширем окружењу то је био рукомет. Зенит је достигнут шездесетих и седамдесетих игром у Војвођанској лиги.
Омладински рукометни клуб Црепаја основан је и регистрован 1957. године.
Такође, један од активнијих клубова у месту јесте Кошаркашки клуб. Корени црепајачке кошарке датирају још пре 40-так година када је група ентузијаста, студената и средњошколаца изградила кошаркашко игралиште са подлогом од шљаке. Клуб се 1967. укључује у II Војвођанску лигу. Касније се укључује у Јужнобанатску лигу и постигнутим резултатима одлази на квалификације за I Војвођанску лигу 1976. године.
Велики успех остварен је и у купу КС Војводине када је клуб стигао до полуфинала. Од сезоне 2013-2014 КК Дружина Козловац такмичи се у Другој РЛ Север Група Југ која је по рангу четврта лига у Србији.
У Црепаји се од 1994. године одржава манифестација „Црепајачки фијакер“ у организацији Коњичког клуба Липицанер.